# Rambergskyrkan
Rambergskyrkan är en kyrkobyggnad i Göteborg som tillhör Rambergskyrkans Missionsförsamling inom samfundet Equmeniakyrkan — tidigare Svenska Missionskyrkan. Den ligger vid Övre Hallegatan 27 i stadsdelen Brämaregården på Hisingen, med fastighetsbeteckning Brämaregården 58:3.
Kyrkan invigdes den 14 december 1952 efter ritningar av arkitekten Nils Einar Eriksson. Den hette ursprungligen Lundby missionskyrka och tillhörde Betlehemskyrkans Missionsförsamling. Kyrkan övertogs av Lundby Missionsförsamling i samband med dess bildande 1956. År 1976 bytte både församlingen och kyrkan namn till de nuvarande.
Anläggningen består av en kyrkobyggnad med ljusa fasader, spröjsade fönster och sadeltak samt en sidobyggnad som uppfördes 1990 och som inhyser församlings- och ungdomslokaler. Kyrkan omfattas av bevaringsprogrammet för kulturhistoriskt värdefull bebyggelse i Göteborg.